# ХК Фрелунда
ХК Фрелунда (швед. Frölunda HC), познати и као Фрелунда индијанси (швед. Frölunda Indians) професионални је шведски клуб хокеја на леду из града Гетеборга. Клуб се тренутно такмичи у елитној хокејашкој СХЛ лиги Шведске и током историје три пута је освајао титуле националног првака (1964/65, 2002/03, 2004/05). 
Домаће утакмице игра у дворани Скандинавијум капацитета 12.044 седећих места за хокејашке утакмице. Алтернативни терен налази се у дворани Фрелундаборг капацитета 7.600 места.

## Историјат
Хокејашки клуб Фрелунда основан је 3. фебруара 1938. као хокејашка секција у оквирима спортског друштва Вестра фрелунда (швед. Västra Frölunda IF) и под тим именом је егзистирао све до 1984. када се издвојио у засебну спортску екипу. Садашње скраћено име клуба је у оптицају од 2004. године. 
Клуб се током највећег дела своје историје такмичио у највишем рангу шведског клупског хокеја, а последњи пут када су играли у нижем рангу такмичења било је у сезони 1994/95. Током историје клуб је у три наврата освајао титуле националног првака (1965, 2003. и 2005), те је у још три наврата играо у финалима плејофа (1979/80, 1995/96, 2005/06).
До треће титуле у историји клуб је дошао у сезони 2004/05, понајпре захваљујући да је у НХЛ лиги у том периоду дошло до штрајка играча, те су бројни играчи из тог такмичења сезону провели у бројним европским клубовима, а међу њима и Фрелунди. Након што је екипа лигашки део сезоне завршила са убедљивих 112 бодова на првом месту, у плејофу су редом „падали“ Лулео (са 4:0), Јургорден (са 4:1) и у финалу Ферјестад (са 4:1). Ча4 7 од 10 најбољих стрелаца плејофу играло је за тим из Гетеборга. 

## Клупски успеси
- Национални првак: 3 пута (1964/65, 2002/03, 2004/05)
- Финалиста плеј-офа: 3 пута (1979/80, 1995/96, 2005/06)

## Повучени бројеви дресова
Због великих заслуга појединих играча за сам клуб, ХК Фрелунда је из употребе повукао дресове са следећим бројевима:
| - #13 Ларс Ерик Лундвал (Н) - #14 Роналд Петерсон (Н) - #14 Патрик Карнбек (Н) | - #19 Јерген Петерсон (Н) - #22 Стефан Ларсон (О) |

## Познати играчи
- Јол Лундквист